# Kakmonstret
Kakmonstret (engelska: Cookie Monster) är en av dockorna i TV-programmet Sesam, skapad av Jim Henson, med röst av Frank Oz 1969–2004 och nuvarande röst av David Rudman från 2004. Kakmonstret skapades 1966 för en reklamfilm för potatischips.
Kakmonstret är, som namnet indikerar, besatt av kakor (hans catch phrase är "Kaka! Kaka!"). Han gör vad som helst för en kaka, och när kakorna på kakfatet är slut, äter han vid olika tillfällen helt sonika fatet! Kakmonstret är vän med Ernie och Bert, och när Bert inte är hemma, driver han Ernie till vanvett med sin längtan efter kakor.
Kakmonstret sjunger också ibland; den mest kända av hans låtar är "K står för Kaka (och Kaka är bra)".
När Sesam visades i svensk TV dubbades hans röst av Ernst Günther.